# Кулебякино
Кулебякино — деревня в Сергиево-Посадском городском округе Московской области, в составе муниципального образования Сельское поселение Шеметовское (до 29 ноября 2006 года входила в состав Константиновского сельского округа).

## Население
| 2002 | 2006 | 2010 |
| ---- | ---- | ---- |
| 7    | →7   | ↘2   |

## География
Кулебякино расположено примерно в 35 км (по шоссе) на север от Сергиева Посада, у истоков безымянных притоков рек Вытравка и Богач (левый приток реки Дубны), высота центра деревни над уровнем моря — 238 м.